# Marina Nigg
Marina Nigg (Vaduz, 24 april 1984) is een Liechtensteins  voormalig alpineskiester. Ze nam tweemaal deel aan de Olympische Winterspelen, maar behaalde beide keren geen medaille. 

## Carrière
Nigg maakte haar wereldbekerdebuut in oktober 2003 tijdens de slalom in  Sölden. Ze stond nooit op het podium van een wereldbekerwedstrijd. 
Op de Olympische Winterspelen 2010 in Vancouver nam ze deel aan de slalom. Ze eindigde op de 22e plaats.

## Resultaten

### Wereldkampioenschappen
| Jaar | Plaats                 | Resultaten                    |
| ---- | ---------------------- | ----------------------------- |
| 2005 | Bormio                 | DNF1 Reuzenslalom DNF2 Slalom |
| 2007 | Åre                    | 33e Slalom                    |
| 2009 | Val-d'Isère            | 20e Slalom                    |
| 2011 | Garmisch-Partenkirchen | DNF1 Slalom                   |
| 2013 | Schladming             | 29e Slalom                    |

### Olympische Spelen
| Jaar | Plaats    | Resultaten |
| ---- | --------- | ---------- |
| 2010 | Vancouver | 22e Slalom |
| 2014 | Sotsji    | 21e Slalom |

### Wereldbeker

#### Eindklasseringen
| Seizoen   | Algm | SL  |
| --------- | ---- | --- |
| 2007/2008 | 64e  | 26e |
| 2008/2009 | 96e  | 36e |
| 2009/2010 | 95e  | 38e |
| 2010/2011 | 82e  | 31e |
| 2011/2012 | 97e  | 41e |